# Жебрачка
Жебрачка (пол. Żebraczka) — село в Польщі, у гміні Водине Седлецького повіту Мазовецького воєводства.
Населення — 216 осіб (2011).
У 1975-1998 роках село належало до Седлецького воєводства.

## Демографія
Демографічна структура станом на 31 березня 2011 року:
|          | Загалом | Допрацездатний вік | Працездатний вік | Постпрацездатний вік |
| -------- | ------- | ------------------ | ---------------- | -------------------- |
| Чоловіки | 114     | 33                 | 67               | 14                   |
| Жінки    | 102     | 25                 | 49               | 28                   |
| Разом    | 216     | 58                 | 116              | 42                   |